# Alec Burks
Alec Burks (Grandview, 20 de julho de 1991) é um jogador norte-americano de basquete profissional que atualmente joga no Miami Heat da National Basketball Association (NBA).
Ele jogou basquete universitário na Universidade do Colorado em Boulder e foi selecionado pelo Utah Jazz como a 12ª escolha geral no draft da NBA de 2011, mas fez sua estreia profissional em seu terceiro ano com a equipe.

## Carreira no ensino médio
Burks frequentou a Grandview High School, onde em 2009 foi eleito o Jogador do Ano do estado de Missouri. Em seu último ano, ele teve médias de 23,0 pontos, 6,8 rebotes, 10,2 assistências e 1,6 roubos de bola. Ele também foi nomeado o Jogador do Ano pelo Kansas City Star e pelo Metro Sports durante seu último ano.
Antes de seu último ano do ensino médio, Burks assinou com a Universidade do Colorado em Boulder em novembro de 2008.
Considerado um recruta de três estrelas pelo 247Sports.com, Burks foi listado como o 49º melhor Ala-armador e o 196º melhor jogador do país em 2009.

## Carreira universitária
Em seu primeiro ano no Colorado, Burks foi nomeado como o Calouro do Ano da Conferência Big 12 de 2010, ao mesmo tempo que foi nomeado para a Equipe de Novatos da Big 12.
Em seu segundo ano, ele foi nomeado para a Primeira-Equipe da Big 12.
Em abril de 2011, Burks decidiu abrir mão de seus dois anos de faculdade elegíveis restantes para entrar no draft da NBA de 2011.

## Carreira profissional

### Utah Jazz (2011–2018)
Burks foi selecionado pelo Utah Jazz como a 12ª escolha geral no draft da NBA de 2011. Em 9 de dezembro de 2011, ele assinou um contrato de 2 anos e US$4.3 milhões com o Jazz. Em 29 de outubro de 2013, o Jazz exerceu a opção da equipe do quarto ano no contrato de Burks, estendendo o contrato até a temporada de 2014-15.
Em 13 de janeiro de 2014, Burks marcou um recorde pessoal de 34 pontos em uma vitória por 118-103 sobre o Denver Nuggets.
Em 31 de outubro de 2014, Burks assinou uma extensão de contrato de quatro anos e US$42 milhões com o Jazz. Em 30 de dezembro, ele foi descartado pelo restante da temporada de 2014-15 devido a uma lesão no ombro.
Em 27 de dezembro de 2015, Burks foi descartado por seis semanas com uma fratura no tornozelo. Dois dias depois, ele optou por passar por uma cirurgia em sua tíbia esquerda fraturada. Em 8 de abril de 2016, ele retornou à ação após perder 50 jogos com a lesão. Em 13 minutos vindo do banco, ele marcou 11 pontos em uma derrota por 102-99 na prorrogação para o Los Angeles Clippers.
Em 1º de novembro de 2016, Burks foi descartado indefinidamente após passar por um procedimento artroscópico para desbridar seu tornozelo esquerdo. Em 21 de janeiro de 2017, ele saiu do banco pelo Jazz e marcou 13 pontos em 18 minutos em uma vitória por 109-100 sobre o Indiana Pacers. Sete dias depois, ele estabeleceu um novo recorde da temporada com 15 pontos em uma derrota por 102-95 para o Memphis Grizzlies.
Em 30 de novembro de 2017, Burks marcou 28 pontos vindo do banco em uma vitória por 126-107 sobre os Clippers. Em 4 de dezembro de 2017, ele marcou 27 pontos em uma vitória por 116-69 sobre o Washington Wizards, seu terceiro jogo consecutivo com 20 ou mais pontos, sua melhor sequência desde três jogos consecutivos com 20 pontos em fevereiro de 2014.

### Cleveland Cavaliers (2018–2019)
Em 29 de novembro de 2018, Burks foi negociado, junto com duas escolhas de segunda rodada, para o Cleveland Cavaliers em troca de Kyle Korver.
Burks fez sua estreia pelos Cavaliers no dia seguinte, registrando 15 pontos, seis rebotes, quatro assistências e dois roubos de bola em uma derrota por 128-95 para o Boston Celtics. Em 3 de dezembro, ele fez uma enterrada decisiva faltando 3,2 segundos para dar aos Cavaliers uma vitória por 99-97 sobre o Brooklyn Nets. Em 7 de dezembro, Burks igualou seu recorde da temporada de 22 pontos, junto com sete rebotes e um recorde da temporada de nove assistências, em uma derrota por 129-110 para o Sacramento Kings. Em 13 de janeiro de 2019, ele teve 17 pontos e um recorde da temporada de 13 rebotes em uma vitória por 101-95 sobre o Los Angeles Lakers.

### Sacramento Kings (2019)
Em 7 de fevereiro de 2019, Burks foi adquirida pelo Sacramento Kings em uma troca de três equipes envolvendo Cavaliers e Houston Rockets.
Ele fez sua estreia pelos Kings no dia seguinte, registrando nove pontos e quatro rebotes em uma vitória por 102-96 sobre o Miami Heat.

### Golden State Warriors (2019–2020)
Em 11 de julho de 2019, Burks assinou um contrato de 1 ano e US$2.3 milhões com o Golden State Warriors.
Ele fez sua estreia pelos Warriors em 30 de outubro, registrando sete pontos e duas assistências em uma derrota por 121-110 para o Phoenix Suns. Em 20 de janeiro de 2020, Burks marcou 33 pontos, junto com sete rebotes, oito assistências e três bloqueios, em uma derrota na prorrogação por 129-124 para o Portland Trail Blazers. Em 30 de janeiro, ele mudou seu número de camisa de 8 para 20 em respeito ao falecido Kobe Bryant, que morreu em um acidente de helicóptero quatro dias antes.

### Philadelphia 76ers (2020)
Em 6 de fevereiro de 2020, Burks e Glenn Robinson III foram negociados com o Philadelphia 76ers em troca de 3 escolhas de segunda rodada no draft.
Burks fez sua estreia pelos 76ers em 11 de fevereiro, registrando dois pontos e duas assistências em uma vitória por 110-103 sobre o Los Angeles Clippers.

### New York Knicks (2020–2022)
Em 22 de novembro de 2020, Burks assinou um contrato de 1 ano e US$6 milhões com o New York Knicks.
Em 23 de dezembro, ele fez sua estreia e registrou 22 pontos, quatro rebotes e três assistências na derrota por 121–107 para o Indiana Pacers. Em 13 de maio de 2021, Burks teve 30 pontos e dez rebotes na vitória por 102-98 sobre o San Antonio Spurs. Ele ajudou os Knicks a se classificarem para os playoffs pela primeira vez desde 2013 e eles enfrentaram o Atlanta Hawks durante a primeira rodada. Em 23 de maio, Burks registrou 27 pontos, três rebotes e quatro assistências na derrota por 107–105 no Jogo 1. Os Knicks acabaram perdendo a série em cinco jogos.
Em 18 de agosto de 2021, Burks assinou um contrato de 3 anos e US$ 30 milhões com os Knicks. Em 29 de dezembro, ele marcou 34 pontos, o recorde de sua carreira, em uma vitória por 94-85 sobre o Detroit Pistons. Os Knicks não conseguiram se classificar para os playoffs durante a temporada de 2021–22.

### Detroit Pistons (2022–2024)
Em 11 de julho de 2022, Burks foi negociado, junto com Nerlens Noel, para o Detroit Pistons em troca de Nikola Radičević e uma escolha de segunda rodada em 2025.
Em 11 de novembro, Burks fez sua estreia nos Pistons e marcou 17 pontos na derrota por 121–112 para o New York Knicks.
Em 29 de junho de 2023, os Pistons exerceu a opção de equipe no contrato de Burks. Em 16 de janeiro de 2024, Burks igualou seu recorde pessoal de pontos, registrando 34 pontos, contra o Washington Wizards.

### Retorno aos Knicks (2024)
Em 8 de fevereiro de 2024, Burks e Bojan Bogdanović foram negociados com o New York Knicks em troca de Ryan Arcidiacono, Malachi Flynn, Evan Fournier, Quentin Grimes e duas escolhas de segunda rodada.

### Miami Heat (2024–Presente)
Em 4 de julho de 2024, Burks assinou um contrato de 1 ano e US$3.3 milhões com o Miami Heat.

## Estatísticas da carreira

### NBA

#### Temporada regular
| Ano      | Equipe       | PJ  | PT  | MPJ  | AP   | 3P   | LL   | RT  | AS  | BR  | TO | PPJ  |
| -------- | ------------ | --- | --- | ---- | ---- | ---- | ---- | --- | --- | --- | -- | ---- |
| 2011–12  | Utah         | 59  | 0   | 15.9 | .429 | .333 | .727 | 2.2 | .9  | .5  | .1 | 7.2  |
| 2012–13  | Utah         | 64  | 0   | 17.8 | .420 | .359 | .713 | 2.3 | 1.4 | .5  | .2 | 7.0  |
| 2013–14  | Utah         | 78  | 12  | 28.1 | .457 | .350 | .748 | 3.3 | 2.7 | .9  | .2 | 14.0 |
| 2014–15  | Utah         | 27  | 27  | 33.3 | .403 | .382 | .822 | 4.2 | 3.0 | .6  | .2 | 13.9 |
| 2015–16  | Utah         | 31  | 3   | 25.7 | .410 | .405 | .752 | 3.5 | 2.0 | .6  | .1 | 13.3 |
| 2016–17  | Utah         | 42  | 0   | 15.5 | .399 | .329 | .769 | 2.9 | .7  | .4  | .1 | 6.7  |
| 2017–18  | Utah         | 64  | 1   | 16.5 | .411 | .331 | .863 | 3.0 | 1.0 | .6  | .1 | 7.7  |
| 2018–19  | Utah         | 17  | 0   | 15.8 | .412 | .372 | .868 | 1.6 | 1.2 | .4  | .2 | 8.4  |
| 2018–19  | Cleveland    | 34  | 24  | 28.8 | .400 | .378 | .806 | 5.5 | 2.9 | .7  | .5 | 8.4  |
| 2018–19  | Sacramento   | 13  | 0   | 9.8  | .450 | .000 | .800 | 1.7 | .8  | .6  | .1 | 1.7  |
| 2019–20  | Golden State | 48  | 18  | 29.0 | .406 | .375 | .897 | 4.7 | 3.1 | 1.0 | .4 | 16.1 |
| 2019–20  | Philadelphia | 18  | 1   | 20.2 | .461 | .416 | .829 | 3.1 | 2.1 | .7  | .0 | 12.2 |
| 2020–21  | New York     | 49  | 5   | 25.6 | .420 | .415 | .856 | 4.6 | 2.2 | .6  | .3 | 12.7 |
| 2021–22  | New York     | 81  | 44  | 28.6 | .391 | .404 | .822 | 4.9 | 3.0 | 1.0 | .3 | 11.7 |
| 2022–23  | Detroit      | 51  | 8   | 22.0 | .436 | .414 | .814 | 3.1 | 2.2 | .7  | .2 | 12.8 |
| 2023–24  | Detroit      | 43  | 0   | 20.9 | .394 | .401 | .903 | 2.6 | 1.6 | .5  | .3 | 12.6 |
| 2023–24  | New York     | 23  | 1   | 13.5 | .307 | .301 | .727 | 1.7 | .9  | .3  | .0 | 6.5  |
| Carreira | Carreira     | 742 | 144 | 21.5 | .412 | .350 | .806 | 3.2 | 1.8 | .6  | .1 | 10.1 |

#### Playoffs
| Ano      | Equipe       | PJ | PT | MPJ  | AP   | 3P   | LL   | RT  | AS  | BR | TO | PPJ  |
| -------- | ------------ | -- | -- | ---- | ---- | ---- | ---- | --- | --- | -- | -- | ---- |
| 2012     | Utah         | 4  | 0  | 15.8 | .250 | .000 | .857 | 2.8 | .8  | .5 | .0 | 6.5  |
| 2018     | Utah         | 9  | 0  | 13.3 | .469 | .450 | .867 | 2.7 | 1.9 | .4 | .1 | 9.1  |
| 2020     | Philadelphia | 4  | 0  | 23.8 | .327 | .188 | .778 | 3.8 | 1.8 | .3 | .8 | 10.5 |
| 2021     | New York     | 5  | 0  | 25.6 | .429 | .333 | .737 | 5.0 | 2.6 | .2 | .0 | 14.0 |
| 2024     | New York     | 6  | 0  | 20.1 | .500 | .429 | .844 | 3.3 | 1.0 | .2 | .2 | 14.8 |
| Carreira | Carreira     | 28 | 0  | 19.7 | .395 | .280 | .816 | 3.5 | 1.6 | .3 | .2 | 10.9 |

### Universitário
| Ano      | Equipe   | PJ | PT | MPJ  | AP   | 3P   | LL   | RT  | AS  | BR  | TO | PPJ  |
| -------- | -------- | -- | -- | ---- | ---- | ---- | ---- | --- | --- | --- | -- | ---- |
| 2009–10  | Colorado | 30 | 30 | 30.2 | .538 | .352 | .772 | 5.0 | 1.8 | 1.2 | .4 | 17.1 |
| 2010–11  | Colorado | 38 | 37 | 31.4 | .469 | .292 | .825 | 6.5 | 2.9 | 1.1 | .3 | 20.5 |
| Carreira | Carreira | 68 | 67 | 30.7 | .503 | .321 | .798 | 5.7 | 2.3 | 1.1 | .3 | 18.8 |

Fonte: